# Сапожковская площадь (Москва)
Сапожко́вская пло́щадь — площадь в Тверском районе Москвы между Моховой и Манежной улицами.

## История

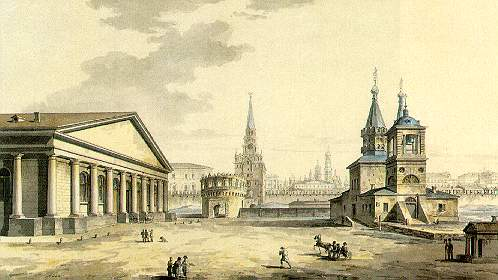
Сапожковская площадь: Манеж, Кутафья башня и церковь Николая Чудотворца в 1810-е годы

Площадь, ограниченная домом № 1 по улице Воздвиженка, Моховой улицей, Манежем, Кутафьей башней Кремля и Манежной улицей, известна как Сапожковская или Сапожковая площадь. Название связано с Церковью Николая Чудотворца в Сапожке, стоявшей на площади до 1838 года и с находившимся там в XVII веке кабаком «Сапожок». Площадь также имела названия Троицкий проезд — по Троицким воротам Кремля, Борисоглебская площадь — по Борисоглебским воротам Кутафьей башни и Манежная площадь (современная Манежная площадь выходит на противоположный фасад Манежа). Официально название «Сапожковская площадь» использовалось с 1922 года, а в 1946 году площадь вошла в состав улицы Калинина. В настоящее время присутствует на онлайн-картах.